# Moi dix Mois
Moi dix Mois (em japonês: モワ ディス モワ, Moa disu Moa / Mowa disu Mowa, do francês) é o projeto solo do guitarrista Mana. Foi iniciado em 19 de março de 2002, após a sua antiga popular banda Malice Mizer entrar em hiatus por tempo indefinido.
Moi dix Mois tem como único integrante oficial e permanente o seu líder Mana que produz suas músicas correspondendo unicamente com suas ideias e conceitos, compondo-as em todas as etapas de criação. Atualmente, a formação de membros suporte é diferente da formação inicial.

## A música
Moi dix Mois não tem um estilo definido. Mana se utiliza de combinações de opostos para a composição de suas músicas, como beleza e escuridão, elegância e agressividade, criatividade e destruição. Todos estes elementos lhe servem para expressar sua personalidade, ideias e visão geral sobre o mundo.
A melodia do Moi dix Mois  em seus dois primeiros álbuns (Dix Infernal e Nocturnal Opera) se assemelha com a do Malice Mizer antes de seu hiatus. Já Beyond the Gate ganhou contornos do heavy metal e assumidamente inspirado em riffs da banda estadunidense Slayer, especialmente em faixas como "Unmoved" e "Vain". Os álbuns seguintes (Dixanadu, D+Sect e Reprise) tentaram mesclar aspectos dos primeiros trabalhos do projeto com os produzidos recentemente.

"Se houvesse um estilo definido no mundo da arte, eu o destruiria. Certamente há algo que só eu posso criar e sempre achei que discordaria se alguém alegasse que a música tem que ser desse jeito ou do tipo "acrescentando". Infelizmente, há muitas pessoas assim".

— Mana em entrevista para a revista alemã Orkus, em 2007.
Mesmo assim, não é possível caracterizar um estilo único para o Moi dix Mois. Há composições em seu repertório que variam entre industrial metal, symphonic metal e até alternative metal. Pode-se, no entanto, destacar elementos que frequentemente aparecem nas melodias, como o uso de guitarras elétricas gêmeas, órgãos, violinos, piano e outros instrumentos clássicos.
Com aparência arrojada, tendendo fortemente para o estilo gótico, o Moi dix Mois alcançou um status quase exclusivo, sendo que o próprio Mana é constantemente exaltado por especialistas pela singularidade do seu trabalho.

## História

### 2002 - 2005: Início do projeto e fim da primeira formação
Mana iniciou as atividades do Moi dix Mois em 19 março de 2002, quando Moi dix Mois se apresentou pela primeira vez no Dis Inferno I, tendo em sua formação inicial Mana (guitarra), Juka (vocal), Kazuno (baixo) e Tohru (suporte de bateria). Em novembro daquele ano foi lançado o primeiro single, Dialogue Symphonie, e devido a popularidade em alta pelo recente hiatus do Malice Mizer, Moi dix Mois iniciou a Forbidden Tour (2002-2003) pelo Japão, contando com 14 apresentações, mesmo que nenhum álbum tivesse sido lançado até então.
Em 19 de março de 2003, após o fim da turnê, veio o primeiro álbum Dix Infernal, caracterizando-se fortemente por elementos de black metal. Ainda naquele ano, Moi dix Mois saiu novamente em turnê pelo Japão e realizou 13 apresentações, sendo a última gravada no grande hall de eventos Shibuya-AX e lançada em DVD no dia 16 de dezembro de 2003, recebendo o nome de Scars of Sabbath. Encerrando aquele ano, foi realizada a Dis Inferno II que contou com a presença da dupla Schwarz Stein e a banda Lareine.
O ano 2004 foi considerado por muitos como o mais produtivo do Moi dix Mois. Em 31 de março foi lançado o single Shadows Temple, marcando a entrada de Tohru para a banda. Em 30 de julho foi lançado o álbum Nocturnal Opera, contando com 11 faixas e uma sonoridade muito semelhante com o último álbum do Malice Mizer. Em 6 de outubro saiu o single Pageant, uma das músicas mais populares do projeto. Tradicionalmente, no final daquele ano foi realizada a Dis Inferno III, revelando K como o novo membro do Moi dix Mois, assumindo a guitarra e vocais guturais.
Já em 2005, duas apresentações foram realizadas no Japão. Todavia, o ano foi marcado pelo início dos trabalhos do Moi dix Mois em solo europeu. Em fevereiro daquele ano Mana foi capa da popular revista alemã metal Orkus, mesmo que ela seja destinada a um público sem interesse na cultura pop japonesa. Julgado-o exclusivamente com base na qualidade de sua música, em sua publicação anual, os leitores da revista votaram em Mana como uma das dez personalidades mais impressionantes, dez melhores guitarristas e dez melhores artistas, e o Moi dix Mois como um dos dez melhores estreantes de 2005.
Moi dix Mois gozava até então de uma popularidade muito expressiva em solo europeu, algo muito raro entre bandas japonesas naquele tempo. Diante disso, foi iniciada a Invite to Immorality Europe Tour 2005 que possibilitou o Moi dix Mois ser um dos até então pouquíssimos grupos nipônicos a se apresentarem na Europa. Os shows aconteceram na Alemanha (Munique) e França (Paris), sendo este último gravado e lançado em DVD em 27 de julho. O final da turnê aconteceu no Shibuya-AX, no Japão.
No entanto, por mais que estivesse desfrutando de diversas atividades e performando em novos países, o vocalista Juka decidiu deixar o Moi dix Mois naquele ano logo após o fim da turnê europeia por diferenças musicais com os novos rumos que o projeto estava seguindo. Meses depois, Tohru e Kazuno também deixaram o Moi dix Mois, permanecendo apenas o guitarrista K. Sem se abater, Mana anunciou o novo vocalista Seth no final de 2005, afirmando que sua voz combinava perfeitamente com a sonoridade que o guitarrista almejava.

### 2006 - 2009: Nova formação e rumos à Europa
Em março de 2006 foi lançado o álbum Beyond the Gate já com o novo vocalista. É visível a mudança de sonoridade, despontando a melodia mais para o heavy metal. Na apresentação especial de aniversário de Mana foram revelados os outros novos membros: Sugiya (baixo) e Hayato (bateria), respectivamente. Iniciou-se também a turnê promocional Beyond the Gate Europe Tour 2006, contando com apresentações na Alemanha, França e Japão.
Logo após, um grande desafio foi proposto para Mana: apresentar-se na Wave Gothik Treffen 2006. As expectativas do público eram altas, uma vez que uma banda japonesa que não se classificava em nenhum estilo específico se apresentaria como headliner de um dos principais festivais góticos do mundo que contava com artistas renomados em sua line-up, como Lacrimosa, Deathstars, Dope Stars Inc.. Aceitando o desafio, Mana obteve um resultado extremamente positivo: lotou o Agra Hall, conquistou grande quantidade de novos fãs, foi elogiado pela crítica local e esgotou CD's e mercadorias do Moi dix Mois em poucos minutos após deixar o palco.

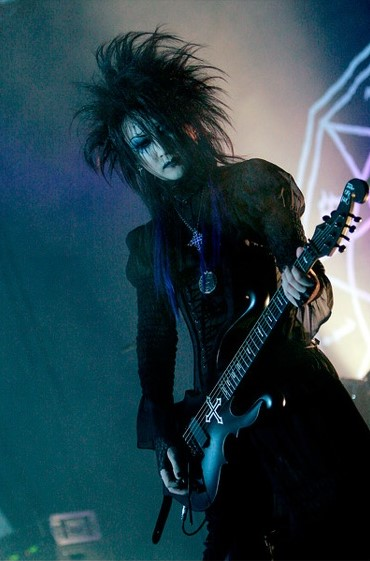
Moi dix Mois na Wave Gotik Treffen 2006

Diferentemente de outras bandas japonesas, Moi dix Mois começou a ser associado com a cena metal e/ou gótica, e não apenas com a música e cultura pop nipônicas, angariando cada vez mais audiência. Tanto é que seria feita uma turnê pelos Estados Unidos que apenas foi cancelada devido a problemas com organizadores. Porém, no mesmo mês, Mana apareceu como convidado de honra na Anime Expo em Anaheim, Califórnia, onde participou de um painel de perguntas e respostas. Em 4 de outubro foi lançado o single Lamentful Miss.
Já em 28 de março de 2007 saiu o quarto do Moi dix Mois, Dixanadu, que explorava elementos clássicos, mesclando também os novos riffs que o Moi dix Mois já vinha trabalhando. Uma versão instrumental também foi feita e só se encontrava disponível em eventos da banda ou no site da Midi:Nette, tendo como bônus um jogo de computador com Mâtin, o alter ego de Mana. Dois shows ocorreram logo em seguida no Japão para a divulgação do novo trabalho, bem como a pequena turnê Fated Raison D'etre Tour, ainda em território nipônico, contando com três apresentações.
Voltando para a Europa, foi iniciada a Fated Raison D'etre Europe Tour 2007 que teve apresentações na Finlândia (Helsinque), Suécia (Estocolmo), Itália (Milão), Espanha (Madrid e Barcelona), Alemanha (Krefeld e Munique) e França (Paris), sendo a apresentação de Paris gravada e lançada em DVD.
Fato marcante é que outras bandas japonesas começavam a performar em território europeu. Todavia, Moi dix Mois, lançado por uma gravadora independente (Midi:Nette), chegou a angariar quase o dobro de audiência em comparação com seus conterrâneos (em sua maioria sob gravadoras majors) justamente por gozar de popularidade da cena metal e gótica, especialmente após sua apresentação na Wave Gothik Treffen 2006, revelando uma fã-base europeia composta não apenas por interessados na cultura pop japonesa, mas também por headbangers e amantes da cultura gótica.
Na segunda metade de 2007, Moi dix Mois se apresentou como convidado da banda D'espairsRay no evento Dark Sanctuary. Em entrevista, os membros daquela banda revelaram admiração por Mana, especialmente o baixista Zero.
Ainda naquele ano, Mana havia confirmado para revistas europeias que lançaria outro álbum no ano seguinte. Entretanto, acabou por não lançar outro trabalho por estar envolvido na produção de uma artista feminina, que mais tarde se revelaria ser Kanon Wakeshima.
Em 2008, saiu o DVD da Fated Raison D'etre Europe Tour 2007, no dia 30 de janeiro, que conta com documentários, offshots e uma versão europeia com camiseta e fotos autografadas. Ainda naquele ano, Mana relatou em entrevistas que um amigo CEO da Sony Music Entertainment Japan o convidou para avaliar fitas de músicos que enviavam samples à gravadora. Apreciando muito Kanon Wakeshima, o guitarrista se comprometeu a ser seu produtor e compôs a maioria das músicas da artista, o que atrasou trabalhos do Moi dix Mois.
O evento Dis Inferno VI foi realizado e, para a surpresa de muitos fãs, houve a participação de Közi (co-fundador do Malice Mizer), acabando por tocar músicas dos primórdios da antiga banda, como a faixa Speed of Desperate, de 1992.
Ainda que deveras compromissado com a produção de Kanon Wakeshima, em 2009, Mana realizou sua tradicional apresentação de aniversário. Também teve início o evento Deep Sanctuary, marcado pela parceria com Közi, contando com duas apresentações qiniciadas no dia 19 de julho.
Após, Moi dix Mois performou no evento V-Rock 2009, que reuniu artistas como Marilyn Manson, The Gazette, D'espairsRay, entre outros. Encerrando o ano, Mana também liderou sua banda para participar de outro evento, o Mad Tea Party da banda D, e realizou a Dis Inferno VII.

### 2010 - 2013: Reunião do MALICE MIZER, comemoração de 10 anos de Moi dix Mois e cancelamentos
Em 2010, como de costume, o primeiro evento do ano foi a celebração de aniversário de Mana, e logo em seguida foi iniciada a Deep Sanctuary II, com seis shows, sendo o principal em Tóquio, no grande e popular AKASAKA BLITZ. Além de Közi, esta última apresentação, que teve seus ingressos esgotados rapidamente, também contou com a participação de Yu~ki (baixista do Malice Mizer). A grande procura por entradas não foi por menos, afinal, era a primeira reunião com o núcleo do MALICE MIZER em quase uma década. Em uma apresentação emocionante (em que o próprio Mana entrou em lágrimas), foi tocada a música Saikai no Chi to Bara (que iniciava todos os shows da banda no último álbum Bara no Seidou) e Beast of Blood, levando todo o público ao delírio. Seth e K, em suas páginas pessoas, confessaram terem ficado nervosos, pois "pisariam no palco com uma lenda".
Ainda durante a turnê, Mana anunciou que estava trabalhando em seu novo álbum, D+Sect, que foi lançado em 15 de dezembro. O tradicional evento de fim de ano do Moi dix Mois foi realizado na véspera de natal, recebendo o nome de Dis Inferno VIII - Dark Xmas
Com álbum novo lançado, Mana se preparava para a usual apresentação de celebração de seu aniversário em 2011, no dia 19 de março, na casa de shows Shibuya O-West. Todavia, a data foi adiada para 18 de junho em decorrência dos terremotos e tsunamis que atingiram o Japão naquele ano. Em junho também foi lançando o book Philosophy, sendo uma revista em comemoração dos dez anos de Moi dix Mois,

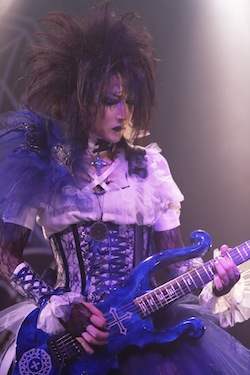
Mana na apresentação "Fragments of Philosophy - Prologue", a primeira da Le Dixieme Anniversaire Live Series

No final daquele ano foi anunciada uma série de shows para comemorar uma década de carreira do Moi dix Mois que recebeu o nome de Le Dixieme Anniversaire Series Live, bem como a produção de um novo álbum que teria regravações do Dix Infernal e Nocturnal Opera. Ainda em 2011, três shows da série comemorativa foram realizados, sendo um deles o Dis Inferno IX.
Já em 2012, dando continuidade à série comemorativa de apresentações, Moi dix Mois performou com ALI PROJECT, que conheceu no V-Rock 2009. O outro evento foi realizado no dia 24 de março, oportunidade na qual foram comemorados os oficiais dez anos de seu projeto solo, contando com aproximadas três horas de duração. Nesta mesma ocasião, apresentou também ao público a música inédita do novo álbum, Je L'aime, que retrata o agradecimento e carinho que Mana tem por seus fãs pelo suporte que recebeu durante esses anos.
Também se apresentou no Sakura-Con, em Seattle, participando depois de um painel de perguntas e respostas de fãs. Realizou ainda a Deep Sanctuary III, que teve a participação novamente de Yu~ki, no AKASA BLITZ, e em Osaka. Ainda, participou do show comemorativo da banda Versailles que contava também com a presença da banda D. Os líderes, Kamijo e Asagi, expressaram a admiração que têm por Mana, revelando que consideram-no um "grande sênior".
Mesmo assim, o ano de 2012 é considerado um dos piores do Moi dix Mois por grande parte dos fãs. Havia sido anunciada uma turnê latino-americana (TETSUGAKU NO KAKERA CHAPTER SIX - LATIN AMERICA TOUR - 2012) que passaria pela Argentina, Chile, Brasil e México. Porém, em seu blog pessoal, Mana deu a notícia de que os shows seriam adiados, pois a agência não havia feito as preparações para as apresentações. Em contrapartida, a agência alegava que tinha oferecido todo o aparato para que o Moi dix Mois pudesse performar. Poucos meses depois, a turnê foi cancelada. Mana também havia anunciado que uma editora lançaria sua autobiografia e que estava sendo preparado um DVD da Le Dixieme Anniversaire Series Live, mas, assim como a turnê, houve adiamentos e ambos nunca foram lançados.
Ainda em 2012, houve o lançamento do álbum Reprise, bem como o evento Dis Inferno X.
Em 2013, a Le Dixieme Anniversaire Series Live chegou ao fim com duas apresentações: a primeira teve a dupla Schwarz Stein como convidada. A segunda apresentação foi uma surpresa para todos, pois contou com a participação dos membros da primeira formação do Moi dix Mois, afastando boatos de rivalidades entre Seth e Juka ou de inimizades entre Mana e seus antigos companheiros de banda. No final, todos subiram no palco para tocar Pageant enquanto os vocalistas alternavam versos entre si.
Após o encerramento da Le Dixieme Anniversaire Series Live, o projeto entrou em um período de silêncio, com novas músicas sendo produzidas, mas sem qualquer lançamento oficial. Em outubro, Mana e Seth participaram do evento Dark Gothic Mysterious Dark Party, apresentando uma nova versão de uma das músicas do Malice Mizer e desfilando peças de roupas da Moi-même-Moitié. Em dezembro foi realizada a Dis Inferno XI, encerrando o ano de atividades do Moi dix Mois naquele ano.

### 2014 - 2018: Morte de K, Kubana Festival e Deep Sanctuary VI (MALICE MIZER 25th Anniversary Special)
A religiosa apresentação que comemora o aniversário de Mana foi realizada no início de 2014 e, após ter seus ingressos esgotados, foi decidido que seria feito um show extra para o final de maio. Pouco tempo depois, foi confirmada a participação do Moi dix Mois no Kubana Festival 2014, na Rússia, onde bandas como System of a Down, Misfits e The Gazette já tinham performado.
Porém, antes que pudesse ser realizado o show extra marcado para maio, uma notícia dada pelo site oficial do Moi dix Mois chocou todos os fãs: o guitarrista K, que estava no projeto desde 2004, havia sido encontrado morto em sua casa, no dia 19 de maio, sob circunstâncias não esclarecidas. A fatalidade obrigou Mana a adiar a apresentação por tempo indeterminado. A performance no Kubana Festival 2014 se tornou ainda mais improvável quando foi comunicado que Seth havia sido operado de uma apendicite aguda, e deveria ter um tempo de recuperação. Mesmo contra todas as adversidades, Mana confirmou presença no evento russo, postando em seu twitter que a recuperação do vocalista estava sendo "milagrosa". A apresentação no festival foi marcada pelas homenagens feitas à K, como quando foi tocada a nova música Beast Side (feita em seu tributo), bem como quando Mana levantou a guitarra do falecido guitarrista para a audiência antes de deixar o palco.
No mês setembro, o show extra de aniversário finalmente foi remarcado, mas transformado em tributo à K. A apresentação foi repleta de homenagens: as músicas predominantes eram aquelas que K respondia aos riffs de Mana (Unmoved, Lamentful Miss, etc) com sua guitarra e, no lugar que usualmente permanecia no palco, foi colocada uma escultura em forma de asas. Mana, visivelmente emocionado em diversos momentos, chegou a tocar a guitarra do falecido guitarrista.
Em outubro, a realização da Deep Sanctuary IV contou com a participação especial de Közi como membro suporte no Moi dix Mois, que estava desfalcado com o falecimento de K. Posteriormente, Mana divulgou em seu blog oficial que já havia encontrado um novo guitarrista, e que seu nome no projeto seria Ryux (Omega Dripp). Sua primeira apresentação ocorreu na Dis Inferno XII, daquele ano.
Como no ano anterior, o aniversário de Mana de 2015 se esgotou rapidamente, sendo agendado um show extra para maio. Este ano foi de grande silêncio para o Moi dix Mois, que apenas realizou posteriormente a Dis Inferno XIII.

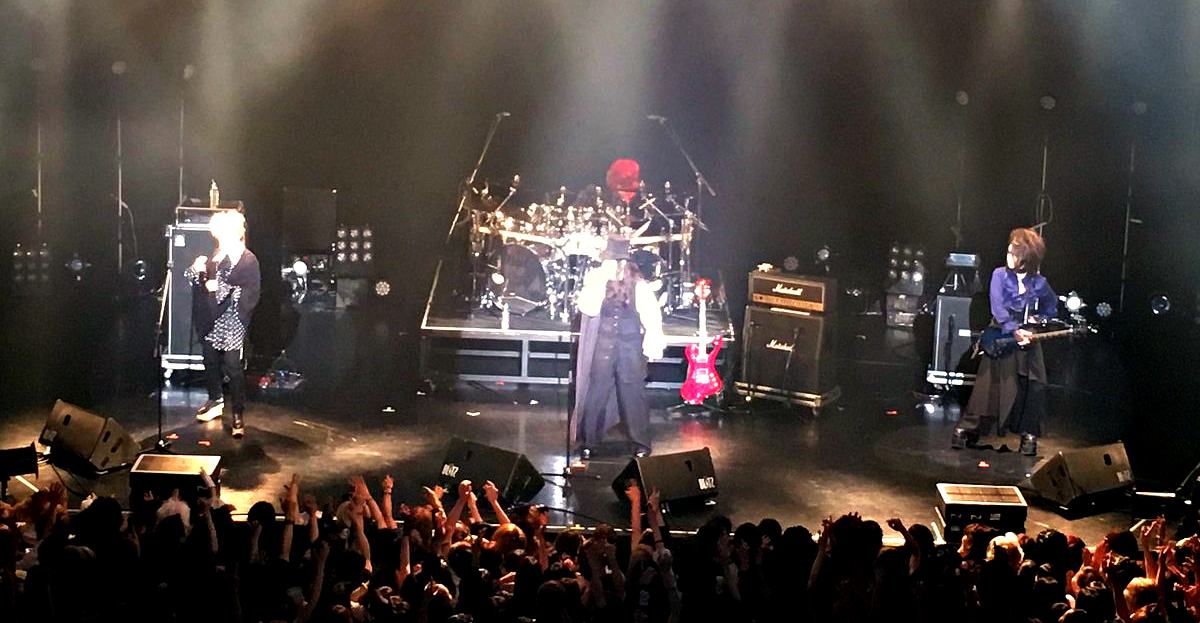
Mana, Közi e Yu~ki na Deep Sanctuary V

Já no início de 2016, a apresentação de aniversário de Mana contou duas apresentações seguidas (20 e 21 de março), sendo uma comemoração especial devido aos dez anos de Sugiya e Hayato no Moi dix Mois. O segundo dia foi marcado por uma sessão especial entre o baixista e baterista, que foi aclamada pelo público. A Deep Sanctuary V foi realizada em agosto, e Mana, Közi e Yu~ki tocaram canções do álbum mais famoso do MALICE MIZER, Merveilles. Em outubro, o Moi dix Mois fez seu primeiro show em Hong Kong, China, que foi muito elogiado pela audiência. No encerramento do calendário de 2016, foi feita a Dis inferno XIV.
Inovações aconteceram no ano de 2017. Além do tradicional show duplo de aniversário de Mana, Moi dix Mois fez um evento diferente de tudo do que já tinha feito: organizou um jantar para seus fãs, onde os próprios músicos prepararam o menu, e foi chamado de The Great ~ La Kitchen Knife Aristocrat ~. Uma apresentação muito intimista aconteceu logo após o fim da refeição. Após esta apresentação distinta, Mana ainda participou do aniversário de 15 anos do Schwarz Stein, e o Moi dix Mois celebrou a Dis inferno XV.
Em 2018, o show duplo de aniversário de Mana ocorreu. Porém, o maior anúncio feito é a realização da Deep Sanctuary VI (MALICE MIZER 25th Anniversary Special), em dois dias, que, como o título diz, comemorará os 25 anos de MALICE MIZER, e contará com participações como Kamijo (Versailles), Shuji (Cali≠gari), Sakura (ex-L'Arc-en-Ciel, Rayflower, Zigzo), entre outros.

## Significado de Moi dix Mois
"Porque eu amo o som do francês. “Moi” significa “eu”, que escolhi porque eu comecei em carreira solo. “Dix” significa o número “dez” e enquanto o 1 significa o começo de algo, 0 significa algo como a “eternidade”. Eu amo esse número porque para mim possui inúmeras possibilidades. “dix Mois” novamente significa “dez meses”, o tempo que um bebê leva para crescer no ventre de sua mãe antes de nascer. Então pode ser interpretado como “nascimento”. Uni todas essas palavras no nome da minha banda".— Mana em entrevista para a revista alemã Orkus, em 2005
Nota: no Japão, a gravidez é contada em 10 meses lunares, enquanto que no ocidente são 9.

## Formações
Moi dix mois teve diferentes formações desde o seu início, sendo Mana o líder, guitarrista, compositor, produtor e, claramente, o único membro contínuo do projeto. Em entrevista à revista CD Japan, em 2006, Mana afirmou que "desde que o Moi dix Mois é meu projeto solo, continuarei a mudar os membros sempre que necessário, dependendo do estilo de música que quero expressar a cada momento".
Juka e Kazuno fizeram parte da primeira formação, com Tohru originalmente como suporte de bateria, se juntando oficialmente com o lançamento do single Shadows Temple, em maio de 2004. K entrou como guitarrista e death vocal no evento Dis Inferno III em dezembro do mesmo ano.
Ao final da turnê Invite to Immorality Europe Tour 2005, em abril, Juka anunciou sua saída do projeto. Meses depois, Kazuno e Tohru também deixaram o Moi dix Mois, fazendo com que K fosse o único membro remanescente da primeira formação. Em seguida, foi  anunciado que Seth se juntaria ao projeto como novo vocalista.
Sugiya e Hayato iniciariam como membros suporte até o lançamento do single Lamentful Miss, e então passaram a ser oficialmente membros da banda de Mana. Depois da morte de K em 2014, Ryux assumiu o posto de guitarrista e death vocal.

## Membros
- Mana – guitarra, teclados, programação (2002–presente)
- Seth – vocais (2005–presente)
- Ryux – guitarra (2014 –presente)
- Sugiya – baixo (2006–presente)
- Hayato – bateria (2006–presente)

### Ex-membros
- Juka – vocais (2002–2005)
- K – guitarra, vocais de apoio (2004–2014)
- Kazuno - (2002–2005)
- Tohru (2004–2005)

## Instrumentos musicais
As guitarras de Mana vêm sendo produzidas pela ESP desde que o segundo álbum de Malice Mizer (Voyage, de 1996), pois o músico possui um contrato de exclusividade com a empresa. Os instrumentos possuem o mesmo formato (exceto a Jeune Fille II), mas com cores diferentes.
Uma característica das guitarras após o início do Moi dix Mois é a cruz no seu centro que brilha, se destacando nas apresentações. De forma habitual, após as apresentações do Moi dix Mois, os instrumentos são postos em exibição pela ESP para deleite dos fãs.
A Jeune Fille possui vários modelos, quais sejam:
- Jeune Fille X Crystal -shape shiniest-
- Jeune Fille X ferrum -Cross Ray-
- Jeune Fille X lazuli -Cross Ray-
- Jeune Fille X Gips -Cross Ray-
- Jeune Fille X Bronze -Cross Ray-
- Jeune Fille Manche
- Jeune Fille X
- Jeune Fille Custom
- Jeune Fille II
- Jeune Fille

A guitarra de Ruyx e o baixo de Hayato também são produzidos pela ESP, assim como as guitarras que foram confeccionadas para o falecido guitarrista K.

## Roupas
Todos os figurinos dos membros do Moi dix Mois são produzidos pela Moi-même-Moitié, fundada em 1999. Nos dois primeiros álbuns do projeto, é notória a aproximação de Mana com a arte gótica. Após, em Beyond the Gate e Dixanadu, o conceito estético se assemelha mais com a cena metal, como pode ser visto nos figurinos da Fated raison D'etre Europe Tour 2007. Já em D+Sect e Reprise, é possível observar o retorno de Mana para conceitos do movimento Visual kei, o qual o guitarrista foi um dos músicos precursores.
Entretanto, mesmo que em determinados momentos ou apresentações específicas haja um maior flerte por determinado conceito, as criações de Mana não são caracterizadas em nenhum estilo, sendo um trabalho único. Os figurinos são todos feitos detalhe por detalhe pelo próprio Mana, sempre muito bem arrojados e com toques de perfeccionismo.
A vocalista norte-americana Amy Lee, do Evanescence, ao encontrar Mana para darem uma entrevista juntos para a FOOL'S MATE, em 2007, relatou: "Minhas roupas estão muito comuns (compara com o Mana) …uma vergonha. Se eu tivesse mais tempo, eu teria me vestido melhor." Assim, o músico não se expressa com totalidade apenas musicalmente, mas também visualmente. As vestimentas são bastante caracterizadas pelas suas extravagâncias e suas cores recebem, usualmente, branco, preto, azul-marinho e vermelho.

## Discografia

### Singles
| Título             | Lançamento             | Posição nos Charts da Oricon |
| ------------------ | ---------------------- | ---------------------------- |
| Dialogue Symphonie | 19 de novembro de 2002 | No. 77                       |
| Shadows Temple     | 31 de maio de 2004     | No. 103                      |
| Pageant            | 06 de outubro de 2004  | No. 40                       |
| Lamentful Miss     | 04 de outubro de 2006  | No. 73                       |

### Álbuns
| Título          | Lançamento             | Posição nos Charts da Oricon |
| --------------- | ---------------------- | ---------------------------- |
| Dix infernal    | 19 de março de 2003    | No. 77                       |
| Nocturnal Opera | 20 de julho de 2004    | No. 116                      |
| Beyond the Gate | 1 de março de 2006     | No. 84                       |
| Dixanadu        | 28 de março de 2007    | No. 158                      |
| D+Sect          | 15 de dezembro de 2010 | No. 113                      |
| Reprise         | 11 de julho de 2012    | No. 102                      |

### DVD
| Título                                | Lançamento             | Local                            | Posição nos charts da Oricon |
| ------------------------------------- | ---------------------- | -------------------------------- | ---------------------------- |
| Dix Infernal - Scars of Sabbath       | 16 de dezembro de 2003 | Tóquio, Japão - Shibuya AX       | No. 274                      |
| Invite to Immorality Europe Tour 2005 | 27 de julho de 2005    | Paris, França - LALOCOMOTIVE     |                              |
| Fated raison d'etre Europe Tour 2007  | 30 de janeiro de 2008  | Paris, França - ElyseeMontmartre | No. 206                      |

### Books
- Magnifique
- D+Sect Chronicle
- Philosophy
- Philosophy II
- Digital Madousho 1-10